# Hendrik Jacob van Hengst
Pour les articles homonymes, voir Hengst (homonymie).
Hendrik Jacob van Hengst, né le 7 février 1742 à Utrecht et mort dans cette même ville le 27 février 1817, est un homme politique néerlandais.

## Biographie
Van Hengst devient, après des études de droit, greffier adjoint en 1769 puis juge en 1774 au tribunal d'Utrecht. Proche des patriotes, il ne participe pas activement aux mouvements révolutionnaires conduits par Quint Ondaatje. Le 28 août 1786, il fait partie de la nouvelle municipalité patriote d'Utrecht, jusqu'à la répression orangiste de septembre 1787. Il est alors condamné pour trahison à une amende de 30 000 florins.
Après la révolution de 1795, Van Hengst est élu député d'Utrecht à la première assemblée nationale batave en remplacement d'Andries Jan Strick van Linschoten, nommé à la commission constitutionnelle. En octobre 1797, il entre à l'administration provisoire de la province d'Utrecht mais en est chassé après le coup d'État unitariste du 22 janvier 1798.
Il est nommé au conseil départemental d'Utrecht le 4 juin 1802 puis en devient le représentant au Corps législatif batave le 15 mai 1805, sous Rutger Jan Schimmelpenninck puis sous Louis Bonaparte, jusqu'à l'annexion de la Hollande à la France en 1810. À la fin de son mandat, il se retire de la vie publique.